# أوبثكية مخضوضرة
أوبثكية مخضوضرة (الاسم العلمي: Eupithecia virescens) هي نوع من الحشرات تتبع جنس الأوبثكية من الفصيلة الأرفية.